# 杰拉尔德·洛根
杰拉尔德·洛根（英語：Gerald Logan，1879年12月29日—1951年4月29日），英格兰男子曲棍球运动员。他曾代表英国国家队参加1908年夏季奥林匹克运动会曲棍球比赛，获得一枚金牌。